# 假面騎士GEATS×REVICE MOVIE Battle Royale
《假面騎士GEATS×REVICE MOVIE Battle Royale》（日语：仮面ライダーギーツ×リバイス MOVIE バトルロワイヤル），是日本特攝節目《假面騎士GEATS》和《假面騎士REVICE》聯動劇場版，日本於2022年12月23日上映。口號為「來吧，邁向英雄的頂點。」。

## 本作特色
- 本作一改過往聯動劇場版的題名，亦是繼《假面騎士×假面騎士 Ghost & Drive 超MOVIE大戰 Genesis》後首次改回新平成假面騎士的「本年登場假面騎士×上一年登場假面騎士」和以「MOVIE」為題名的風格，亦是同時繼《假面騎士×假面騎士 Drive & 鎧武 MOVIE大戰 Full Throttle》後回歸將該作系列的內容分隔成兩個各自的物語，作爲最大亮點[1]。
- 本作繼《假面騎士平成Generations FINAL Build & EX-AID with 傳說騎士》后，兩部騎士作品的編劇擔任聯動劇場版的共同脚本。
- 本作因爲采用「大逃殺遊戲」作爲關鍵主題，不僅與首次采用該主題的《假面騎士龍騎》首次跨時代聯動[2][3]，就連本作的題名「MOVIE Battle Royale」更是致敬2000年由東映製作的小説改編電影——《大逃殺》。
- 在東映釋出的正式預告中，也延用了原作《假面騎士龍騎》中的宣傳標語「不戰鬥，就無法生存」來作為本次劇場版的宣傳口號。[4]
- 因逢本年度為《假面騎士龍騎》20週年[5][6]，而本作也實際邀請了於原作中飾演「城戶真司/假面騎士龍騎」、「鏡像城戶真司/假面騎士龍牙」、「秋山蓮/假面騎士夜騎」、「淺倉威/假面騎士王蛇」該角色的演員須賀貴匡及松田悟志[注 1][7]和萩野崇三人於本作劇場版中客串演出[8][9]，三人亦是繼《RIDER TIME 假面騎士龍騎》後，再度同台演出。
- 本作繼《假面騎士×假面騎士 鎧武 & Wizard 天下決勝之戰國MOVIE大合戰》《假面騎士×假面騎士 Drive & 鎧武 MOVIE大戰 Full Throttle》《假面騎士×假面騎士 Ghost & Drive 超MOVIE大戰 Genesis》《假面騎士x超級戰隊 超 超級英雄大戰》及《假面騎士平成Generations FINAL Build & EX-AID with 傳說騎士》後，再度出現於劇中角色短暫復活的設定。[注 2]
- 本作繼《假面騎士×假面騎士 Fourze & OOO MOVIE大戰MEGA MAX》、《假面騎士×假面騎士 Wizard & Fourze MOVIE大戰Ultimatum》、《假面騎士平成Generations Dr.Pac-Man對EX-AID&Ghost with 傳說騎士》、《假面騎士平成Generations FINAL Build & EX-AID with 傳說騎士》和《假面騎士平成Generations Forever》後，第六次出現歷代騎士的成員於聯動劇場版做為前輩客串演出；亦是最後一部有歴代騎士的角色客串登場的聯動劇場版。
- 本作為首次也是最後一次出現「前作假面騎士使用本作假面騎士的變身腰帶和道具來變身」[10][注 3][注 4]的設定。

### 各作品關聯性
- REVICE篇：

《假面騎士REVICE》時間點位於本篇最終話之後，外傳《REVICE Forward 假面騎士LIVE&EVIL&DEMONS》之前。
- GEATS篇：

《假面騎士GEATS》時間點位於本篇第15-16話之間。
《假面騎士龍騎》時間點位於續篇《RIDER TIME 假面騎士龍騎》之後。

## 故事概要
〈GEATS vs REVICE vs 龍騎〉衝撃的戰鬥現在開始。
「REVICE」真正的最後
「GEATS」最惡劣的遊戲
「龍騎」緊急參戰
以假面騎士REVICE「最後的故事」開始的第1部，然後GEATS×REVICE×龍騎共演突入「最惡劣的遊戲」，≪無縫2部作≫構成的今作。
等待著被召集參與願望大賽的浮世英壽等人的，是被某人重塑的新遊戲「願望大逃殺」。因著暗中活躍的謎之遊戲管理者的策略，假面騎士之間竟然大激鬥！
謎之假面騎士也登場，前所未聞的戰鬥遊戲開幕…！
贏出這場激戰，最後獲得勝利的會是誰？
——然後勝利者實現的願望是……

## 故事背景
願望大逃殺
原文： / 
由謎之遊戲管理者——克拉斯奪走吉洛里的視覺驅動器，將整個願望大賽大改造，再將浮世英壽和五十嵐一輝等人牽連進去的大眾化生存遊戲，號稱「史上最惡劣的遊戲」，簡稱「DR」。
於《假面騎士GEATS》本篇第34~38話期間，由願望大賽創始人——斯維爾再度舉辦。

## 登場角色

### REVICE「真正的最後」
五十嵐一輝（いがらし・いっき）（前田拳太郎飾／台灣配音：孟慶府）
假面騎士REVI的變身者，五十嵐一家的長子。
恰逢父母結婚周年紀念日，全家出游於海邊時，遭遇來自異星的巴利迪洛和伊贊基的不請自來，儘管佩戴REVICE驅動器參戰，但因失去惡魔拜斯而大幅減弱戰鬥力，結果可想而知被伊贊基重創到陷入昏迷，昏迷期間一度在鬼門關走了一遭，最後爲了繼續守護家人而寧願再次承受過去的種種痛苦，更再次與拜斯相會，後加入了與巴利迪洛和伊贊基之間的戰鬥並成功將敵方消滅，之後爲了奪回幸四郎的惡魔而不得不參加名爲願望大逃殺的生存遊戲。
在惡魔馬拉松遊戲中，與弟弟大二和妹妹小櫻好不容易攔截持有幸四郎的惡魔的四人參加者，一路追擊下與參加者之一的英壽對戰，爲了奪走幸四郎的惡魔而向英壽解釋，並意外知曉自己曾和英壽碰面過，盡管如此，爲了參加遊戲的目的而與英壽合作，順利通關至假面騎士絕滅遊戲，在下一場遊戲中首次使用願望驅動器、躍升帶扣和專屬ID核心，對戰參加者之一的蓮，後因吉洛里將賽事導正回來而直接對戰作爲最終頭目的戒真，雖然贏了賽事且拜斯還是消失了，不過因英壽許下的願望而保留了對拜斯的所有記憶，得以毫無遺憾地跟拜斯道別。
事件結束後與英壽一起到壽司店用餐，並將先前吉洛里所借出去的願望驅動器歸還回去。
拜斯（木村昴聲／台灣配音：陳彥鈞）
假面騎士VICE的變身者，一輝體內所寄宿的惡魔。
於《假面騎士REVICE》本篇最終話，因惡魔契約的種種因素而被五十嵐一輝忘掉，直到本作中，因一輝重傷昏迷的緣故以及想繼續守護家人的初心，而得以短暫復活，加入了與巴利迪洛和伊贊基之間的戰鬥並成功將敵方消滅，之後爲了奪回幸四郎的惡魔而不得不參加名爲願望大逃殺的生存遊戲。
在惡魔馬拉松遊戲中，和五十嵐三兄妹好不容易攔截持有幸四郎的惡魔的四人參加者，一路追擊下與參加者之一的道長對戰，直到參加者之一的淺倉的突襲加上僅他和道長從列車上滾下來的緣故，以及一輝解除變身，而僥幸躲過被淘汰的劫，直到進入假面騎士絕滅遊戲，在下一場遊戲中首次使用願望驅動器、躍升帶扣和專屬ID核心，對戰參加者之一的淺倉，後因吉洛里將賽事導正回來而直接對戰作爲最終頭目的戒真，雖然贏了賽事但還是消失了，不過自身在一輝的記憶卻成功被保留了。
五十嵐大二（いがらし・だいじ）（日向亘飾／台灣配音：歐祖豪）
假面騎士LIVE的變身者，五十嵐一家的次子，一輝的弟弟，青鳥組織的領導。
恰逢父母結婚周年紀念日，全家出游於海邊時，遭遇來自異星的巴利迪洛和伊贊基的不請自來，不敵巴利迪洛而一度戰敗，間接害得大哥一輝重傷昏迷和弟弟幸四郎被奪走，隨後自己、小櫻、狩崎、花和玉置五人再次對戰敵方並苦戰一場，直到哥哥一輝蘇醒以及拜斯的歸來，後爲了奪回幸四郎的惡魔而不得不參加名爲願望大逃殺的生存遊戲。
在惡魔馬拉松遊戲中，與哥哥一輝和妹妹小櫻好不容易攔截持有幸四郎的惡魔的四人參加者，隨即馬上與參加者之一的景和對戰，直到參加者之一的鏡像真司的突襲以及邪魔區域的縮小，和景和雙雙被淘汰，直到吉洛里將賽事導正回來而得以復活，與景和對戰鏡像真司。
陽炎（日向亘二飾）
假面騎士EVIL的變身者，大二體內所寄宿的惡魔。
於本作中短暫加入與巴利迪洛和伊贊基之間的戰鬥，後因宿主大二的緣故也獲准參加願望大逃殺的遊戲，期間更感應到參加者之一的景和體内也寄宿著惡魔。
五十嵐櫻（いがらし・さくら）（井本彩花飾／台灣配音：連婉鈞）
假面騎士JEANNE的變身者，五十嵐一家的小女兒，一輝和大二的妹妹。
恰逢父母結婚周年紀念日，全家出游於海邊時，遭遇來自異星的巴利迪洛和伊贊基的不請自來，不敵巴利迪洛而一度戰敗，間接害得大哥一輝重傷昏迷和弟弟幸四郎被奪走，隨後自己、小櫻、狩崎、花和玉置五人再次對戰敵方並苦戰一場，直到哥哥一輝蘇醒以及拜斯的歸來，後爲了奪回幸四郎的惡魔而不得不參加名爲願望大逃殺的生存遊戲。
在惡魔馬拉松遊戲中，與大哥一輝和二哥大二好不容易攔截持有幸四郎的惡魔的四人參加者，一路追擊下與參加者之一的禰音對戰，途中因母親幸實所經營的網絡頻道被禰音瀏覽過而兩人和好，直到參加者之一的蓮的突襲以及邪魔區域的縮小，和禰音雙雙被淘汰，直到吉洛里將賽事導正回來而得以復活，與禰音對戰蓮。
事件結束後，接受禰音的邀請當網絡頻道的一日嘉賓，還一起泡澡。
拉布科芙（伊藤美來聲）
小櫻體內所寄宿的惡魔。
五十嵐幸實（いがらし・ゆきみ）（映美綺羅飾）
五十嵐四兄妹的母親。
五十嵐元太（いがらし・げんた）（戶次重幸飾）
五十嵐四兄妹的父親。
喬治·狩崎 / 黑色狩崎（じょーじ・かりざき / ぶらっくかりざき）（濱尾範高飾）
假面騎士JUUGA的變身者，青鳥組織的天才科學家，騎士系統的開發者。
由本作中密切留意惡魔始祖基夫被消滅後所遺下的天空裂縫，並推測從中來臨的巴利迪洛和伊贊基的目標是擁有基夫遺傳因子的幸四郎，隨後與大二、小櫻、花和玉置對戰敵方並苦戰一場，直到哥哥一輝蘇醒以及拜斯的歸來，但隨後因克拉斯的緣故被洗腦操控，和同被洗腦的兹姆莉為願望大逃殺的引導員，直到吉洛里將賽事導正回來而得以解除洗腦，在親眼瞧見吉洛里變身後的姿態時興奮不已。
夏木花（淺倉唯飾）
假面騎士AGUILERA的變身者，前死亡之徒的女王，現為青鳥組織的成員之一。
由本作中密切留意惡魔始祖基夫被消滅後所遺下的天空裂縫，隨後與大二、小櫻、狩崎和玉置對戰敵方並苦戰一場，直到哥哥一輝蘇醒以及拜斯的歸來。
玉置豪（八條院藏人飾）
假面騎士OVER DEMONS第二任的變身者，前死亡之徒的幹部之一，現為青鳥組織的成員之一。
由本作中密切留意惡魔始祖基夫被消滅後所遺下的天空裂縫，隨後與大二、小櫻、花和狩崎對戰敵方並苦戰一場，直到哥哥一輝蘇醒以及拜斯的歸來。
門田廣見（かどた・ひろみ）（小松準彌飾）
青鳥組織的行動隊隊長。
於本作中接受身體檢查時發現因體内受損細胞的修復和活性化，使得身體年齡逐漸往50歲邁進，後根據天空裂縫的動向發現從中出沒的兩人異星生命體，而推測五十嵐一家正陷入危險，隨後獨自一人與五十嵐四兄妹會合，但因敵方的機械蟲成群而不敵，不慎導致幸四郎被奪走。

### GEATS「最惡劣的遊戲」
浮世英壽（うきよ・えーす）（簡秀吉飾／台灣配音：賈文安）
假面騎士GEATS的變身者。
於本作中與景和、禰音三人一起參加角色扮演的活動，過不久被願望大逃殺傳喚過來，首度參與這場圍繞著互相殘殺的賽事。
在惡魔馬拉松遊戲中，因遭到五十嵐三兄妹的追擊，加上景和被淘汰，而與道長和禰音兵分三路，自己負責運送幸四郎的惡魔，但仍被參加者之一的一輝追上，一番打鬥以及對方的拼命解釋後才知曉自己曾和一輝在幸福澡堂外碰面過，並瞭解事件的一半真相，雖然爲了完成賽事對於五十嵐一家的事毫不讓步，但還是和一輝和拜斯順利通關至假面騎士絕滅遊戲。
在假面騎士絕滅遊戲中，負責對戰參加者之一的鏡像真司，後因吉洛里將賽事導正回來而直接對戰作爲最終頭目的戒真，最終贏了賽事，所寫下的「五十嵐一輝永遠不會忘記戰鬥記憶的世界」的願望也實現了。事件結束後與一輝一起到壽司店用餐。
櫻井景和（さくらい・けいわ）（佐藤瑠雅飾／台灣配音：陳彥鈞）
假面騎士TYCOON的變身者。
於本作中與英壽、禰音三人一起參加角色扮演的活動，過不久被願望大逃殺傳喚過來，首度參與這場圍繞著互相殘殺的賽事。
在惡魔馬拉松遊戲中，因遭到五十嵐三兄妹的追擊，而負責攔截參加者之一的大二，途中被陽炎發現自己體内住著一個祈願世界和平的惡魔，直到參加者之一的鏡像真司的突襲以及邪魔區域的縮小，和大二雙雙被淘汰，直到吉洛里將賽事導正回來而得以復活，與大二對戰鏡像真司。
事件結束後，巧遇參加者之一的真司，基於對方的問答，毫無保留地回答自己的期許。
鞍馬禰音（くらま・ねおん）（星乃夢奈飾／台灣配音：劉如蘋）
假面騎士NA-GO的變身者。
於本作中與英壽、景和三人一起參加角色扮演的活動，過不久被願望大逃殺傳喚過來，首度參與這場圍繞著互相殘殺的賽事。
在惡魔馬拉松遊戲中，因遭到五十嵐三兄妹的追擊，加上景和被淘汰，而與道長和英壽兵分三路，假裝自己負責運送幸四郎的惡魔，但仍被參加者之一的小櫻追上，後因目擊小櫻解除變身後意外知曉對方的身份而瞭解到事件一半的真相，再直到參加者之一的蓮的突襲以及邪魔區域的縮小，和小櫻雙雙被淘汰，直到吉洛里將賽事導正回來而得以復活，與小櫻對戰蓮。
事件結束後，邀請小櫻擔任自己的網絡頻道的一日嘉賓，還一起泡澡。
吾妻道長（あづま・みちなが）（杢代和人飾／台灣配音：孟慶府）
假面騎士BUFFA的變身者。
於本作中透過克拉斯使用視覺驅動器改寫遊戲規則，得以在願望大逃殺的遊戲中暫時復活，也參加角色扮演的活動，過不久被願望大逃殺傳喚過來，首度參與這場圍繞著互相殘殺的賽事。
在惡魔馬拉松遊戲中，負責駕駛卡車，順便載送隊友們一同前行，途中遇上五十嵐三兄妹的追擊，加上景和被淘汰，而與英壽和禰音兵分三路，假裝自己負責運送幸四郎的惡魔，但仍被參加者之一的拜斯追上，直到參加者之一的淺倉的突襲以及邪魔區域的縮小，導致自己被淘汰，直到吉洛里將賽事導正回來而得以復活，獨自對戰淺倉。
事件結束後，因世界重塑回原本的模樣而再次消失，並表示他日定會反敗爲勝。
茲姆莉 / 小惡魔茲姆莉（青岛心飾）
願望大賽的引導員。
於本作中發現天空裂縫的存在與邪魔徒無關，後由於克拉斯的介入，導致自己被洗腦操控，成為願望大逃殺的引導員，直到吉洛里將賽事導正回來而得以解除洗腦，並引導參加者們進入最後一場遊戲。
吉洛里 / 遊戲管理者（忍成修吾飾）
假面騎士GLARE的變身者，願望大賽禮賓部人員兼GM。
於本作中發現天空裂縫的存在與邪魔徒無關，後由於克拉斯的介入，導致視覺驅動器被奪走，自己更被囚禁，直到被英壽發現、拯救出來，為賭上世界的命運，暫時與試圖滲透營運方内部的英壽同舟共濟，自己則跟克拉斯決一死戰，在成功打倒對方後，透過所回收的視覺驅動器，將整個賽事導正回來。
事件結束後，向製作人尼拉姆報告浮世英壽的真實來歷。
尼拉姆（北村諒飾）
願望大賽的遊戲製作人。
於本作結尾從吉洛里的報告中得知浮世英壽不是屬於這個時代的人類，表示世界即將發生巨變。

### 龍騎「緊急參戰」
城戶真司（きど・しんじ）（須賀貴匡飾）
假面騎士龍騎的變身者。
於本作中因被困在鏡像世界裏，而招來了部分參與過騎士之戰的騎士們參加願望大逃殺的遊戲，因來自鏡像的另一個自己被擊傷而以變身後的姿態登場，並對戰對方，直到自己也跟著被淘汰爲止。
事件結束後首次與景和碰面，並問道贏得賽事後的願望是什麽，其結果出乎意料的異口同聲。
秋山蓮（あきやま・れん）（松田悟志飾）
假面騎士夜騎的變身者。
於本作中獲准參加願望大逃殺的遊戲，並在卡片上寫了「擊潰一切的力量」的願望。
首次在惡魔馬拉松遊戲中對戰參加者之二的小櫻和禰音，並脫穎而出至假面騎士絕滅遊戲，直到被淘汰爲止。
事件結束後再次與真司碰面，並將事情部分的來龍去脈告訴對方，還表示欠的債變多了。
淺倉威（あさくら・たけし）（萩野崇飾）
假面騎士王蛇的變身者。
於本作中獲准參加願望大逃殺的遊戲，並在卡片上寫了「戰鬥到死」的願望。
首次在惡魔馬拉松遊戲中對戰參加者之二的拜斯和道長，後脫穎而出至假面騎士絕滅遊戲，直到被淘汰爲止。
鏡像城戶真司（須賀貴匡二飾）
假面騎士龍牙的變身者，來自鏡世界的另一個真司。
於本作中獲准參加願望大逃殺的遊戲，並在卡片上寫了「鏡子外的世界被毀滅」的願望。
首次在惡魔馬拉松遊戲中先後對戰參加者之五的大二和景和、一輝連同拜斯和英壽，後脫穎而出至假面騎士絕滅遊戲，直到被來自鏡像外的另一個自己打倒、淘汰爲止。

### 本作登場角色
五十嵐幸四郎（いがらし・こうしろう）
五十嵐一家的新生兒，也是五十嵐三兄妹的弟弟。
嬰兒惡魔（長谷川雅紀聲）
幸四郎體内寄宿的惡魔，外形正如幸四郎一樣是個嬰兒的模樣。
性情活潑可愛，初登場時一度想亂跑，結果被捉了回去，其自身存在更一度成爲克拉斯、巴利迪洛和伊贊基的下手目標，更在整個願望大逃殺中成爲關鍵一樣的存在。
在這一系列賽事中，被參加者之一的轟戒真吸收進自己的身體裏，直到對方被五十嵐一輝和拜斯合力擊傷而得以解脫，並順利返回宿主幸四郎的體内。
轟戒真（大貫勇輔飾）
假面騎士SEEKER的變身者，由謎之遊戲管理者克拉斯委派而來，號稱「不敗的假面騎士」的最强刺客。
本人曾經是一名格鬥選手，還被捲入過暴力事件，不過被身爲政治家的父親一手遮天過，現參加賽事的目的是爲了實現父親的獨裁野心，其戰鬥實力力壓過同為參加者的一輝、拜斯和身爲願神的英壽。
在假面騎士絕滅遊戲中，趁著其餘參加者們相互殘殺而自行透過動力建造者躍升帶扣的力量，建造出一座巨大的建築框架，靠近到天空裂縫，打算透過破滅之門，吸引來自裂縫内部的無數異星生命體湧入地球，但最終不敵浮世英壽而被淘汰，此時感悟到其實自己是可以靠自己的奮戰來創造出屬於自己的理想的世界。
轟榮一（山崎一飾）
轟戒真的父親，政治家一名，現年65歲。
雖然其中四名子女也投身於政治界且政績出色，但自身卻仍懷有當上獨裁者的强烈野心，又因爲幼子戒真不成器的緣故，而什麽樣的髒活都有他來做。
事件結束後，因三年前涉嫌違反公職選舉法而被警方逮捕。
克拉斯（池田鐵洋飾）
號稱「最惡劣」的願望大逃殺的GM，實為過去願望大賽中的其中一名GM，但卻被放逐，現爲了進行願望大逃殺而盯上了幸四郎體内的惡魔，還成功奪走視覺驅動器，並以「願望大賽不存在的世界」為願望將整個賽事徹底改造。
爲了完成這個賽事還找上了身爲政治家的轟榮一以及其兒子轟戒真，並拉攏後者加入賽事，直到最後被吉洛里礙事，以及被對方打倒爲止。
和吉洛里一樣有在遊戲進行時佩戴面具的習慣，但所佩戴的面具是品紅色的。

## 本作限定登場假面騎士 / 形態

### 假面騎士SEEKER
變身者：轟戒真（替身演員：小森拓真、CV：大貫勇輔）
原文： / Kamen Rider SEEKER 
ID核心紋章為鹿，變身後頭部會佩戴鹿形面具，色調為黃和銀色。
個人配飾 (被動技能)：
頭部：鹿角
個人飾品：無
變身模式（DUAL ON）
| 型態名稱                            | 簡介 | 外觀 | 必殺技 |
| ----------------------------------- | --- | --- | --- |
|                                     | | | |
| 使用各一基本和躍升武裝系列          | | | |
| 動力建造者形態 Powered Builder Form | 同時使用動力建造者躍升扣帶和巨型容器躍升扣帶後變身的形態。 身高：209.1cm 體重：140.5kg 拳擊力：11.2t 踢擊力：23.18t 跳躍力：9.12m 行動速度：4.7秒（100m） | 眼部為紅色。 上半身和左大腿的裝甲以黃、銀色為主，胸甲和左腕甲可展開輔助臂進行支援輔助作戰。 三個專屬武器則以灰黑、藍和紅色為主，分別安裝在左大腿的裝甲和背部。 | GIGANT STRIKE GIGANT FINISHER 在「巨型全能」模式下，配合兩個輔助臂同時持有所有武裝來進行無死角範圍的戰鬥。 |

### 假面騎士REVI（願望驅動器版本）
變身者：五十嵐一輝（替身演員：繩田雄哉、CV：前田拳太郎）
原文： / 
ID核心紋章為假面騎士REVI的面罩，變身後頭部會佩戴相應騎士的面具，整體色調為粉紅和綠松色。
個人配飾(被動技能)：
頭部：無
個人飾品：無
變身模式（躍升武裝系列）
| 型態名稱           | 簡介 | 外觀 | 必殺技      |
| ------------------ | --- | --- | ----------- |
| 節拍形態 Beat Form | 使用節拍躍升扣帶後變身的形態。 身高：198.2cm 體重：86.6kg 拳擊力：3.4t 踢擊力：12.2t 跳躍力：10.7m 行動速度：6.8秒（100m） | 眼部為品紅色。 上半身的裝甲為黑、銀、水藍、品紅色。 雙肩各有兩個擴音器。 反轉「REVOLVE ON」後： 作為下半身裝甲時 下半身的裝甲為黑、銀、水藍、品紅色。 雙膝各有兩個擴音器。 | BEAT STRIKE |

變身模式（DUAL ON）
| 型態名稱                            | 簡介 | 外觀 | 必殺技                                              |
| ----------------------------------- | --- | --- | --------------------------------------------------- |
|                                     | | |                                                     |
| 使用各一基本和躍升武裝系列          | | |                                                     |
| 節拍螺旋槳形態 Beat Armed Propeller | 同時使用節拍躍升扣帶和螺旋槳躍升扣帶後變身的形態。 身高：198.2cm 體重：86.6kg 拳擊力：3.4t 踢擊力：12.2t 跳躍力：10.7m 行動速度：6.8秒（100m） | 眼部為品紅色。 上半身的裝甲為黑、銀、水藍、品紅色。 雙肩各有兩個擴音器。 下半身的裝甲為銀色加上武器的銀色。 | BEAT PROPELLER VICTORY BEAT PROPELLER GRAND VICTORY |

### 假面騎士VICE（願望驅動器版本）
變身者：拜斯（替身演員：永德、CV：木村昴）
原文： / 
ID核心紋章為假面騎士VICE的面罩，變身後頭部會佩戴相應騎士的面具，整體色調為粉紅和黑色。
個人配飾(被動技能)：
頭部：無
個人飾品：無
變身模式（躍升武裝系列）
| 型態名稱              | 簡介 | 外觀                                                       | 必殺技         |
| --------------------- | --- | ---------------------------------------------------------- | -------------- |
| 怪物形態 Monster Form | 使用怪物躍升扣帶後變身的形態。 身高：199.8cm 體重：89.7kg 拳擊力：10.4t 踢擊力：12.2t 跳躍力：10.7m 行動速度：6.8秒（100m） | 眼部靛藍色。 上半身的裝甲為靛藍和黃色。 雙手配備一對護甲。 | MONSTER STRIKE |

### 假面騎士OVER DEMONS
變身者：玉置豪（替身演員：榮男樹、CV：八條院藏人）
原文： / Kamen Rider OVER DEMONS
形態
| 形態名稱        | 簡介 | 外觀                             | 能力 | 必殺技               |
| GET OVER DEMONS | 原文： DEMONS DRIVER 搭配 Giraffa Vistamp 變身的形態，為假面騎士OVER DEMONS的特殊形態。 身高：211.0cm 體重：113.3kg 拳擊力：15.7t 踢擊力：44.1t 跳躍力：62.1m 行動速度：1.7秒（100m） | 全身以銀、棕、磚紅、鈷藍色為主。 | 擁有長頸鹿鋸鍬形蟲基因情報的能力。 擅長格鬥戰，使用必殺技時，會使用能量產生的長頸鹿鋸鍬形蟲下顎來粉碎敵人。 | Demons Finish 原文： |

## 本作登場怪人
巴利迪洛
原文： / Validero
身高：216.0cm
體重：132.7kg
特色 / 能力：操控火焰的棍棒 / 光之障壁
（CV：堀川亮）
異星生命體。
裝備著能夠操控火焰的堅固棍棒，同時具備展開光之障壁的能力，並且即使身體受損，在受到伊贊基的能量照射後能立即復活。
所屬文明國度曾遭惡魔始祖基夫的摧毀，現跟隨願望大逃殺的GM克拉斯而對五十嵐幸四郎體內寄宿的惡魔虎視眈眈，但最後被五十嵐一輝和拜斯消滅。
伊贊基
原文： / Izangi
身高：207.5cm
體重：104.8kg
特色 / 能力：伸縮自在的手臂 / 能造成大爆炸的能量釋放
（CV：神谷浩史）
異星生命體。
除了使用可伸展的手臂進行攻擊外，還可以從手掌中釋放出巨大的能量來爆破目標。
所屬文明國度曾遭惡魔始祖基夫的摧毀，現跟隨願望大逃殺的GM克拉斯而對五十嵐幸四郎體內寄宿的惡魔虎視眈眈，但最後被五十嵐一輝和拜斯消滅。

## 本作登場道具

### 躍升扣帶（Raise Buckle）
基本武裝系列
| 日文名稱                   | 中文名稱     | 英文名稱         | 顏色 | 功能                                 | 備註                           |
| -------------------------- | ------------ | ---------------- | ---- | ------------------------------------ | ------------------------------ |
| ギガントコンテナバックル   | 巨型容器帶扣 | GIGANT CONTAINER |      | 可切換巨炮、巨錘和巨劍三種帶扣使用。 | 搭載三個小型帶扣的特殊型帶扣。 |
| ギガントブラスターバックル | 巨炮帶扣     | GIGANT BLASTER   |      | 可召喚武裝「巨砲」                   | 巨型容器帶扣的附屬帶扣之一     |
| ギガントハンマーバックル   | 巨錘帶扣     | GIGANT HAMMER    |      | 可召喚武裝「巨錘」                   | 巨型容器帶扣的附屬帶扣之一     |
| ギガントソードバックル     | 巨劍帶扣     | GIGANT SWORD     |      | 可召喚武裝「巨劍」                   | 巨型容器帶扣的附屬帶扣之一     |

躍升武裝系列
| 日文名稱                 | 中文名稱       | 英文名稱        | 功能/效果        | 備註 |
| ------------------------ | -------------- | --------------- | ---------------- | --- |
| パワードビルダーバックル | 動力建造者帶扣 | Powered Builder | 工程建造特化武裝 | 上半身限定武装。 能夠實現動力建造者形態的裝備。 帶扣內部可裝置更小型的武裝帶扣，以便召喚武器。 於《假面騎士GEATS》第17話「乖離篇」賽季中由浮世英壽打開任務箱後所持有。 |

傳説騎士系列
| 日文名稱                   | 中文名稱     | 英文名稱      | 功能/效果                                | 備註 |
| -------------------------- | ------------ | ------------- | ---------------------------------------- | --- |
| リバイスドライバーバックル | REVICE驅動器 | Revice Driver | 提供假面騎士REVI的能力和召喚蓋印破壞砲50 | 《假面騎士REVICE》最終話末端登場，由浮世英壽打開任務箱後所獲得，於本作野鹿遊戲中在浮世英壽與五十嵐一輝一同決戰轟戒真/假面騎士SEEKER時，由浮世英壽拿給五十嵐一輝使用。 |

### 罪惡印章（Vistamp）
| 英文名稱 | 日文名稱 | 中文名稱 | 對應假面騎士            | 音效 | 能力                            | 備註                                                                  |
| -------- | -------- | -------- | ----------------------- | --- | ------------------------------- | --------------------------------------------------------------------- |
| Giraffa  | ギラファ | 長頸鹿鋸 | 《假面騎士OVER DEMONS》 | 待機音效「Gi! GiGi! Gi! Giraffa!（ギ！ギギ！ギ！ギラファ！）」 變身音效「Gira tto Fire! Gira tto Fight! Giraffa! （ギラっとファイヤー！ギラっとファイト！ギラファ！）」 合體變身音效「Hissatsu! Kiaida! Sono chikara! Giraffa! （必殺！気合いだ！その力！ギラファ！）」 | 變身成假面騎士GET OVER DEMONS。 | 存放長頸鹿鋸鍬形蟲遺傳基因情報和假面騎士OVER DEMONS形象的印章型道具。 |

## 樂曲
「Change my future」
主唱、作詞：倖田來未
作曲、編曲：Hi-yunk (BACK-ON) 、ALAN SHIRAHAMA(白濱亜嵐)、SLAY

## 其他聲音演出
- 拜斯 - 木村昴
- 拉弗科芙 - 伊藤美來
- 嬰兒惡魔 - 長谷川雅紀
- 伊贊基 - 神谷浩史
- REVICE驅動器、雙側驅動器、罪惡印章 - 藤森慎吾
- JUUGA驅動器、巴利迪洛 - 堀川亮

## 製作人員
- 原作：石之森章太郎
- 劇本：高橋悠也、木下半太
- 監督：柴﨑貴行
- 音樂：佐橋俊彦、中川幸太郎
- 動作監督：宮崎剛、藤田慧
- 特攝監督：佛田洋

## 外部連結
- 官方網站 （页面存档备份，存于）
- 互联网电影数据库（IMDb）上《幪面超人GEATS × REVICE MOVIE Battle Royale》的资料（英文）